# 御匣殿別当
御匣殿別当（みくしげとののべっとう）とは、平安時代中期から院政期においての、後宮における女官の官名。御匣殿の長官。

## 概要
御匣殿は、後宮十二司の体制が崩壊した後、10世紀初め頃までに縫殿寮から分離して設立されたもので、内蔵寮で調進する以外の天皇の衣服などの裁縫をする部署。貞観殿の中にあった。
長官の別当は、親しく天皇に接するため高い地位を得るようになり、次第に侍妾の役割を担うようになった。尚侍になる前に任命される例もある。
後には形骸化して摂関の娘が入内の前段階に任命され、院政期から任命自体されなくなった。御匣殿の実務は命婦があたった。
源氏物語においても、朧月夜が尚侍の前にこの役職に任命された。
また、東宮や后・女院の御匣殿に対しても別当が任じられることがあった。内裏における別当が任じられなくなった後も、后や女院の御匣殿別当は長く続き、鎌倉時代末まで存在した。主人である后や女院の近親者が多く、公卿の娘がなる。

## 任命された例
「御匣殿別当」の称号が確認できる所見は、重明親王の日記『吏部王記』の承平元年(931年)4月26日条に見える、藤原貴子である。藤原貴子は関白藤原忠平の娘で、早世した東宮保明親王の妃であった。天慶元年(938年)、尚侍となる。ただし、『尊卑文脈』には藤原定方の娘・欣子が「大后宮御匣殿」であったとしている。
藤原超子（藤原兼家女）は、安和元年（968年）、御匣殿別当として冷泉天皇に入内し、同年12月女御となった。女御になった際に兼家は蔵人頭であり、公卿の娘でなく女御となった初例とされている。三条天皇の生母。贈皇太后。

藤原尊子 (藤原道兼女)も御匣殿別当として長徳4年（998年）一条天皇に入内し、長保2年（1000年）女御となった。入内の頃、父の道兼はすでに没しており、また母の繁子は一条天皇の乳母であったが道兼の正妻ではなかった。
また、藤原道隆の娘のうち、次女・原子は「内御匣殿」と称され、三条天皇の東宮妃となった。四女も「御匣殿」と称され、姉の皇后定子の遺児の母代りとなり一条天皇の寵を受けた。三条天皇の東宮妃・尚侍綏子の異父妹で、道隆の娘であった女性は「宮の御匣殿」と称され、東宮の御匣殿別当となった。
藤原道長の女・藤原威子は、長和元年（1012年）尚侍に補任された後、寛仁元年（1017年）御匣殿別当を兼ねた。同2年（1018年）後一条天皇に入内し、女御、中宮となった。御匣殿別当から中宮となった例である。

藤原道長の孫で、教通の長女・藤原生子は、威子の後に補任され、寛仁2年、わずか数え5歳で御匣殿別当となった。後に26歳で後朱雀天皇に入内し、女御となった。
後醍醐天皇の中宮西園寺禧子（元応元年（1319年）冊立）には、禧子の姪である後京極院御匣（西園寺公顕女）が、中宮御匣殿として仕えた。後京極院御匣は、のちには後醍醐の第一皇子である尊良親王の妻となり、一男をもうけた。